# О склонности видов к изменчивости
«О скло́нности ви́дов к образова́нию разнови́дностей и о сохране́нии разнови́дностей и ви́дов путём есте́ственного отбо́ра» (англ. On the Tendency of Species to form Varieties; and on the Perpetuation of Varieties and Species by Natural Means of Selection) — журнальная статья, написанная на основе совместной презентации Лондонскому Линнеевскому обществу двух научных работ: Альфреда Уоллеса «О тенденции разновидностей к бесконечному отклонению от исходного типа» (англ. On The Tendency of Varieties to Depart Indefinitely from the Original Type) и Чарльза Дарвина «Отрывок из неопубликованной работы о видах» (англ. Extract from an unpublished Work on Species).
Статья:
- Darwin Ch., Wallace A.R. On the Tendency of Species to form Varieties; and on the Perpetuation of Varieties and Species by Natural Means of Selection // Zoological Journal of the Linnean Society. 1858. Vol. 3. N. 9. P. 46-62.

## История
Доклад был представлен на юбилейном заседании Линнеевского общества 1 июля 1858 года. Статья также включает резюме письма Дарвина Эйсе Грею и вступительное письмо Джозефа Хукера и Чарльза Лайелла. Статья была первым анонсом теории Дарвина-Уоллеса об эволюции путём естественного отбора. Опубликована 20 августа 1858 года.
Появление статьи побудило Дарвина написать сжатый реферат его книги о естественном отборе, который был опубликован в ноябре 1859 года под названием «Происхождение видов».

## Комментарии
1. ↑  Дарвин сомневался как в своем приоритете, так и в праве первой публикации о теории эволюции. Поэтому он отправил все детали переписки с Уоллесом Лайеллю и Хукеру. Именно Лайель и Хукер без согласования с Дарвином решили представить Линнеевскому обществу в хронологическом порядке: выдержки из очерка Дарвина от 1844 г., фрагмент из письма Дарвина к Эйзе Грею от 1857 г., а также эссе Уоллеса. Вклад Дарвина составил около 2800 слов; вклад Уоллеса — примерно 4200 слов. В протоколах Линнеевского общества этот доклад зафиксирован как совместная статья Дарвина и Уоллеса[4]